# Maria Bernarda Bütler
Maria Bernarda Bütler, nascida Verena Bütler,  (Auw, 28 de maio de 1848 – Cartagena, 19 de maio de 1924) foi uma religiosa católica suíça que atuou na América Latina. Foi canonizada no dia 12 de outubro de 2008, pelo Papa Bento XVI, tornando-se a primeira mulher suíça a ser canonizada pela Igreja Católica.

## Carreira
Verena Bütler ingressou, em 1867, no mosteiro das Irmãs Capuchinhas de Maria Hilf, de vida contemplativa, em Altstätten, próximo de Saint Gallen, ao norte da Suíça, e adotou o nome Maria Bernarda. Foi mestra de noviças e em 1880 tornou-se madre superiora.
Em 1888 partiu para a missão em Chone, no Equador, junto com outras seis religiosas, dentre as quais a Bem Aventurada Maria Caridade Brader. Em 1895 partiu para Cartagena, na Colômbia, onde fundou a Congregação das Irmãs Franciscanas Missionárias de Maria Auxiliadora e onde faleceu em 1924, aos 76 anos.
Em 1911, cinco irmãs dessa congregação estabeleceram-se no norte do Pará, em Óbidos. Deste ponto de origem, as irmãs auxiliadoras ampliaram sua atuação para outras regiões do país, criando casas, por exemplo, em Quissamã, Três Arroios e Erechim, Canoinhas e no Mato Grosso.
A congregação religiosa fundada por Madre Bernarda conta com 840 freiras que atuam em escolas, hospitais e projetos de assistência a pessoas com deficiências. Sua principal área de apostolado é a América Latina (Bolívia, Brasil, Colômbia, Cuba, Equador, Venezuela, Peru) mas encontram-se também na Europa (Áustria e Suíça) e na África (Chade e Mali).
Sua festa é celebrada no dia 19 de maio.

## Citações
| “ | Bernarda Bütler é uma personalidade muito interessante. Hoje ela seria uma feminista que pensa em termos globais. É importante vê-la como modelo para as mulheres na Igreja atual. Com coração aberto, responsabilidade global e engajamento concreto, elas podem contribuir para o bem-estar social. | ” |
Regula Grünenfelder, teóloga